# Alpina perlinii
Alpina perlinii är en fjärilsart som beskrevs av Turati 1915. Alpina perlinii ingår i släktet Alpina och familjen mätare. Inga underarter finns listade i Catalogue of Life.